# Upper Nile
Upper Nile (deutsch Obernil) ist der nördlichste Bundesstaat im Südsudan.
Er hat eine Fläche von 77.773 km² und laut den offiziellen Ergebnissen des Zensus von 2008 rund 964.000 Einwohner. Seine Hauptstadt ist Malakal.

## Geographie
Der Weiße Nil durchfließt den Bundesstaat von Süd-West nach Nord, wobei er auf der Hälfte der Strecke auf den Fluss Sobat trifft, der aus Süd-Ost kommend nach Nord-West fließt.
Im Bundesstaat befindet sich die Stadt Kodok, die Schauplatz der Faschoda-Krise war. Weitere größere Ortschaften sind Nasir, Maiwut, Melut und Renk.
Upper Nile verfügt über Erdölvorkommen, die zum Melut-Becken gehören. Seit 2006 wird Erdöl von hier über Port Sudan exportiert.

## Geschichte
Von 1919 bis 1976 war Upper Nile eine Provinz des Anglo-Ägyptischen Sudan und dann der unabhängigen Republik Sudan und umfasste auch die heutigen Bundesstaaten Jonglei und Unity. 1976 wurde die Provinz Dschunqali abgespalten, die dem heutigen Bundesstaat Jonglei entspricht, sodass die Provinz nur noch aus dem Gebiet der heutigen Bundesstaaten Upper Nile und Unity bestand. Im Jahr 1991 wurde die Provinz in einen Bundesstaat umgewandelt und die Grenzen von 1919 bis 1976 wurden wiederhergestellt. Am 14. Februar 1994 wurden die Bundesstaaten Dschunqali und al-Wahda (heute Unity) abgespalten.
Seit dessen Unabhängigkeit vom Sudan am 9. Juli 2011 ist Upper Nile ein Bundesstaat des Südsudans.
Mit der Verwaltungsreform 2015 wurde der Bundesstaat in die neuen Bundesstaaten Western Nile, Eastern Nile und Latjoor zerteilt. Dies wurde 2020 wieder rückgängig gemacht.

## Verwaltung
Upper Nile ist, wie die anderen Bundesstaaten Südsudans auch, in Counties unterteilt. Weitere Verwaltungseinheiten unter den Counties sind Payams und darunter Bomas. Ein County Commissioner, der vom State Governor in Vereinbarung mit dem Präsidenten ernannt wurde, steht den Counties vor. In Upper Nile sind das:
- Baliet County
- Fashoda County
- Longechuk County
- Maban County
- Malakal County
- Manyo County
- Maiwut County
- Melut County
- Nasir County
- Panyikang County
- Renk County
- Ulang County
- Akoka County